# Partitura Verlag
Der Partitura Verlag ist ein Musikverlag in Bern. Das Unternehmen publiziert Spiel-Partituren für Duos, Trios und Quartette, insbesondere auch für den Bratschenpart. Es führt zudem einige Solo-Titel für Bratsche.

## Geschichte
Gegründet hat den spezialisierten Nischenverlag die Bratschistin, Orchester- und Kammermusikerin Stephanie Gurtner im Jahr 2006, zusammen mit dem Verleger Markus Neuenschwander. Von Anfang an mit dabei war auch der Notensetzer Johannes Schlesinger, der mittlerweile den Familiennamen Turnbull trägt.

## Konzept
Der Verlag gibt vor allem Spielpartituren für Sonaten und andere kammermusikalische Werke heraus, die mit Klavier und einem oder mehreren Soloinstrumenten besetzt sind. Die Besonderheit besteht darin, dass nicht nur das Klavier eine Spielpartitur erhält, sondern auch die anderen Instrumente. Traditionell waren etwa für den Bratschenpart nur Einzelstimmen erhältlich, vollständige Partituren gab es meist nur für das Klavier. Insbesondere für das Einstudieren von kammermusikalischen Werken ist es oft als Manko empfunden worden, dass etwa der Bratschist oder die Bratschistin im Stimmendruck nur die eigene Stimme sieht, nicht aber die des Klaviers bzw. der anderen Instrumente. In den Ausgaben des Verlags wird daher die gesamte Partitur wiedergegeben, wobei die jeweilige Instrumentenstimme größer, die anderen Stimmen kleiner gedruckt sind, um die Übersichtlichkeit zu wahren. Dieses Konzept wird in verschiedenen Rezensionen in der Fachpresse als gelungen bewertet.

## Programm
Das Programm des Verlags umfasst Originalwerke, Transkriptionen und Bearbeitungen. Im Vordergrund stehen Werke für Bratsche und Klavier, Bratsche solo sowie Trios und Quartette. Das musikalische Spektrum reicht von Purcell über Schubert bis Gershwin und beinhaltet auch Liedtranskriptionen und Tangobearbeitungen.
Von Partitura verlegte Werke haben unter anderem folgende  Personen bearbeitet und herausgegeben: die Bratschistin Kim Kashkashian und der Pianist und Musikwissenschaftler Robert D. Levin, der Geiger und Bratschist Marco Misciagna, der Bratschist und Professor für Viola Hartmut Rohde und der Bratschist Martin Stegner. Kashkashian und Levin haben unter anderem Liedvertonungen von Carlos Guastavino, Alberto Ginastera und Xavier Montsalvatge für Viola und Klavier arrangiert und die Spielpartituren bei Partitura veröffentlicht.